# Landschaft mit entfernten Verwandten
Landschaft met entfernten Verwandten is een theaterstuk annex opera van de Duitser Heiner Goebbels.
De term opera kan hierbij tweeledig worden uitgelegd:
1. Opera, zoals in opera, een genre muziektheater;
2. Opera, meervoud van opus, een los aantal composities bijeengebracht.

De componist laat het in het midden. De compositie is een samenstel van teksten en muziek, die op zich niet bij elkaar lijken te horen. Teksten zijn van Gertrude Stein, Giordano Bruno, Henri Michaux, T. S. Eliot, Leonardo da Vinci en Nicolas Poussin; zowel qua tijd waarin de teksten op papier (ca. 1500 tot 1950) zijn gesteld als qua inhoud lijken ze niets met elkaar te maken te hebben. De muziek geschreven door Goebbels laat eenzelfde beeld zien; allerlei genres, van middeleeuwse muziek tot samples komen voorbij. Beide discrepanties zouden er toe kunnen leiden, dat er sprake is van een sterk verbrokkeld, fragmentarisch werk. Dat is niet het geval; alles blijkt in elkaar en bij elkaar te passen. De titel is hiermee verklaard; een landschap met verre familie. Hoe verschillend ook alles is, in de basis zijn er meer overeenkomsten dan verschillen.

## Delen
1. Il y a des jours (instrumentale introductie)
2. Non sta (Bruno)
3. The sirens (Stein)
4. Ove è dunque (Bruno)
5. Les inachevés
6. Tanz der Derwische / Emplie de (Michaux)
7. In the 19th centruy (Stein)
8. Triumphal march (Eliot)
9. Homme-bomme (Michaux)
10. Schlachtenbeschreibung (da Vinci)
11. Wel anyway (Stein)
12. Did it really happen? (Stein)
13. Kehna hi jya (Mehboob)
14. Et c’est toujours (Michaux)
15. Il y a des jours (Michaux)
16. La fronde à hommes (Michaux)
17. Just like that (Stein)
18. Bild der Städte
19. Ich leugne nicht die Unterscheidung (Bruno)
20. Krieg der Städte
21. On the road (Stein)
22. And we said goodbye
23. On the radio (Stein)
24. Different nations (Stein)
25. Out where the West begins (Arthur Chapman) / Train travelling (Stein)
26. Je ne voyage plus (Michaux) / Freight train
27. Principes (Poussin).

Alle muziek is geschreven door Goebbels behalve bij Kehn hi kya door Allah Rakha Rahman, Out where the West begins door Estelle Philleo. De première werd gegeven in het Grote Theater van Genève, in november 2002, daarna volgden nog 20 uitvoeringen.

## Bron en discografie
- Uitgave ECM Records; David Bennett (spreekstem); Georg Nigl (bariton); Ensemble Modern, Duits Kamerkoor; leiding Franck Ollu.